# 栗原泰郷
栗原 泰郷（くりはら　たいきょう ）は、宮城県栗駒町出身の、日本の柔道家。階級は中量級(80kg級)。

## 経歴
柔道は中学に入学してから始めた。栗原農業高校から日本大学へ進むと、2年の時に優勝大会で3位となった。4年の時にはプラハで開催された第1回となる世界学生の中量級に出場すると、初戦において東京オリンピック中量級銅メダリストで、天理大学に留学していた西ドイツのヴォルフガング・ホフマンを背負投で破るなどして決勝に進むと、ソ連のブグダン・バガカシビリをも背負投で破って優勝を飾った。団体戦でも決勝のソ連戦で優勢勝ちを収めてチームの優勝に貢献した。なお、日本大学は優勝大会の決勝で中央大学に敗れて2位だったが、今大会は世界学生の直前に行われたこともあって出場できなかった。

## 戦績
- 1964年 -　優勝大会　3位
- 1966年 -　優勝大会　2位
- 1968年 -　体重別　3位
- 1968年 -　世界学生　個人戦　中量級　優勝 団体戦　優勝

(出典、JudoInside.com)。